# توماس ميدلديتش
توماس ميدلديتش (بالإنجليزية: Thomas Middleditch)‏ مواليد 10 مارس 1982 في نيلسون، كولومبيا البريطانية، هو ممثل كندي.

## أعمال
- وادي السيليكون (مسلسل)
- تاغ (فيلم)

## وصلات خارجية
- توماس ميدلديتش على موقع IMDb (الإنجليزية)
- توماس ميدلديتش على موقع ألو سيني (الفرنسية)
- توماس ميدلديتش على موقع ميوزك برينز (الإنجليزية)
- توماس ميدلديتش على موقع أول موفي (الإنجليزية)
- توماس ميدلديتش على موقع قاعدة بيانات الفيلم (الإنجليزية)
- توماس ميدلديتش على موقع كينوبويسك (الروسية)